# 南福克 (內華達州)
南福克（英語：South Fork）是位於美國內華達州埃爾科縣的非建制地區。

## 歷史
南福克的郵局於1874年設立，其後於同年停運。

## 地理
南福克所處的海拔為高於海平面1588米（即5210英呎），而該地所採用的時區為UTC-8，即太平洋时区（PST）。同時該地設有夏令時間，為UTC-8調快一小時，即UTC-7（PDT）。